# نبرد باخموت
نبرد باخموت به مجموعه درگیریهایی بین روسیه و اوکراین اشاره دارد که در نزدیکی شهر باخموت در حال انجام بود. این نبردها از می ۲۰۲۲ با حملات هوایی آغاز شد و سپس از اول اوت اوج گرفت. در این زمان روسها به پیشروی از سمت پوپاسنا پرداختند. نیروی تهاجمی اصلی عمدتاً متشکل از مزدوران سازمان شبه نظامی روسی گروه واگنر بود که موفق به تسخیر شهر در ماه می ۲۰۲۳ شدند    .

## تلفات
به دلیل مه جنگ و آمار تلفات عمداً منتشر نشده از هر دو طرف، تعداد واقعی تلفات نظامی و غیرنظامی مشخص نیست، اگرچه تلفات احتمالی سنگین است.